# Dólares (película)
Dólares (Dollars en Estados Unidos y The Heist en el Reino Unido) es una película estadounidense de 1971, del género comedia escrita y dirigida por Richard Brooks, y protagonizada por Warren Beatty, Goldie Hawn, Gert Fröbe, Robert Webber y Scott Brady en los papeles principales. 
La película se rodó en Hamburgo (Alemania), Malibu( EE. UU.) y Suecia.

## Argumento
En Hamburgo (Alemania), tres delincuentes guardan grandes cantidades de dinero en cajas de seguridad de un banco alemán: el traficante de drogas conocido como el señor Kessel (Gert Fröbe), el mafioso de Las Vegas Candy Man (Arthur Brauss) y un corrupto sargento de Estados Unidos (Scott Brady). Por su parte, Joe Collins (Warren Beatty) es un estadounidense que trabaja cómo empleado de seguridad de bancos alemanes. Cuando aprende acerca de su forma de funcionamiento, elabora un plan para robar el dinero del banco junto a la prostituta Down Divine (Goldie Hawn).

## Reparto
- Warren Beatty - Joe Collins
- Goldie Hawn - Dawn Divine
- Gert Fröbe - Sr. Kessel
- Robert Webber - Fiscal
- Scott Brady - Sarge
- Arthur Brauss - Candy Man
- Robert Stiles - Alcalde
- Wolfgang Kieling - Granich
- Bob Herron - Robert Herron
- Christiane Maybach - Helga
- Hans Hutter - Karl
- Monica Stender - Berta
- Horst Hesslein - Bruno
- Wolfgang Kuhlman - Furcoat
- Klaus Schichan - Knifeman

- Datos: Q1195819